# Kommunmedlem
Kommunmedlem är enligt den svenska kommunallagen från 1991 den som antingen
1. är folkbokförd i kommunen
2. skall betala  kommunalskatt i kommunen (för närvarande är det bara de som är folkbokförda i kommunen som betalar kommunalskatt där, men kommunallagen är skriven så att den också ska fungera om skattelagstiftningen ändras)
3. äger fast egendom (mark) i kommunen

Den 1 januari 2012 trädde följande definition också i kraft:
Medlem av ett landsting är den som är medlem av en kommun inom landstinget.
Bara medlemmar i en kommun kan överklaga kommunens beslut genom laglighetsprövning.